# Centaurea zaferii
Centaurea zaferii — вид рослин роду волошка (Centaurea), з родини айстрових (Asteraceae).

## Опис рослини
Це дворічна або багаторічна рослина. Стебло прямовисне, 110 см і більше, розгалужене у верхній частині. Листки тонкі; базальні — дуже великі, довгасті з 1–2 парами ± лопатевих часточок біля основи, на ніжках; середні — довгасті, ≈ 15 × 5 см; верхні — ланцетні. Квіткові голови численні, по 2–3 майже разом на кінці стебла і кількох коротких гілках. Кластер філаріїв (приквіток) ≈ 25 мм завдовжки; придатки великі, приховують базальну частину філаріїв, солом'яного кольору, ланцетні. Період цвітіння: липень — серпень.

## Середовище проживання
Ендемік пд. Туреччини. Зростає на висотах ≈ 150 метрів.